# نيزاتيدين
نيزاتيدين هو أحد حاصرات مستقبلات الهستامين 2 والتي تستخدم في علاج القرحة الهضمية وقرحة الإثني عشري ومرض ارتجاع المريء ويمنع قرحة الكرب.